# Palma's Gang
Palma's Gang foi um projecto musical português formado em 1992, composto por Jorge Palma e elementos dos Rádio Macau e Xutos e Pontapés.
Em Janeiro de 2010 surgem notícias de que Palma irá reavivar o projecto.

## Discografia
1993- Palma's Gang ao Vivo no Johnny Guitar